# 断肠花
断肠花（学名：Beaumontia brevituba）是夹竹桃科清明花属的植物，为中国的特有植物。分布在中国大陆的海南等地，一般生长在疏林中，目前尚未由人工引种栽培。

## 别名
大果夹竹桃（海南）